# لازلو باب

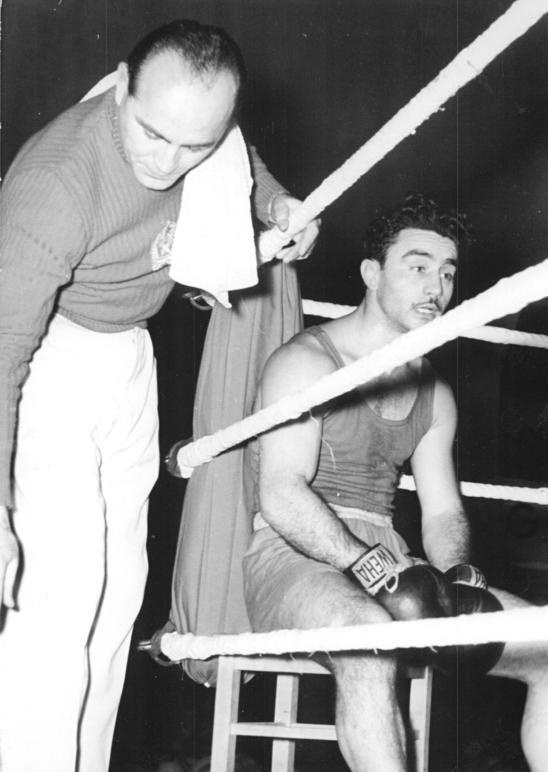

لازلو باب (László Papp) هو لاعب أولمبي لرياضة ملاكمة من المجر. شارك في الأولمبياد الصيفي في 1948–1956، وفاز بما مجموعه 3 ميداليات.

## الميداليات
| ذهب | فضة | برونز | المجموع |
| 3   | 0   | 0     | 3       |

## روابط خارجية
- لازلو باب على موقع بوكس ريك (الإنجليزية) (registration required)
- لازلو باب على موقع اللجنة الأولمبية الدولية (الإنجليزية)
- لازلو باب على موقع أوليمبيديا (الإنجليزية)
- لازلو باب على موقع اللجنة الأولمبية المجرية (الهنغارية)